# IC 532
IC 532 ist ein inexistentes Objekt im Sternbild Hydra südlich des Himmelsäquators im Index-Katalog, welches der französische Astronom Guillaume Bigourdan am 23. März 1887 fälschlich als IC-Objekt beschrieb.